# Ley de Inmigración y Nacionalidad de 1965
La Ley de Inmigración y Nacionalidad de 1965 (Immigration and Nationality Act of 1965, en inglés) (Hart-Celler Act, INS, Act of 1965, Pub.L. 89–236) abolió los cupos nacionales impuestos por la National Origins Formula, en vigor en los Estados Unidos desde la Ley de Inmigración de 1921. Fue propuesta por el representante Emanuel Celler, de Nueva York, co-patrocinada por el senador Philip Hart, de Míchigan, y fuertemente apoyada por el senador Ted Kennedy, de Massachusetts.
Se estableció un límite máximo anual de 300 000 visados para los inmigrantes, incluidos los 170 000 para los países del hemisferio oriental, con no más de 20 000 por país. En 1968, la limitación anual para el hemisferio occidental se fijó en 120 000 inmigrantes, con visas disponibles en función del orden de llegada. Sin embargo, el número de visados por reagrupación familiar era ilimitado.

## Debate en el Congreso

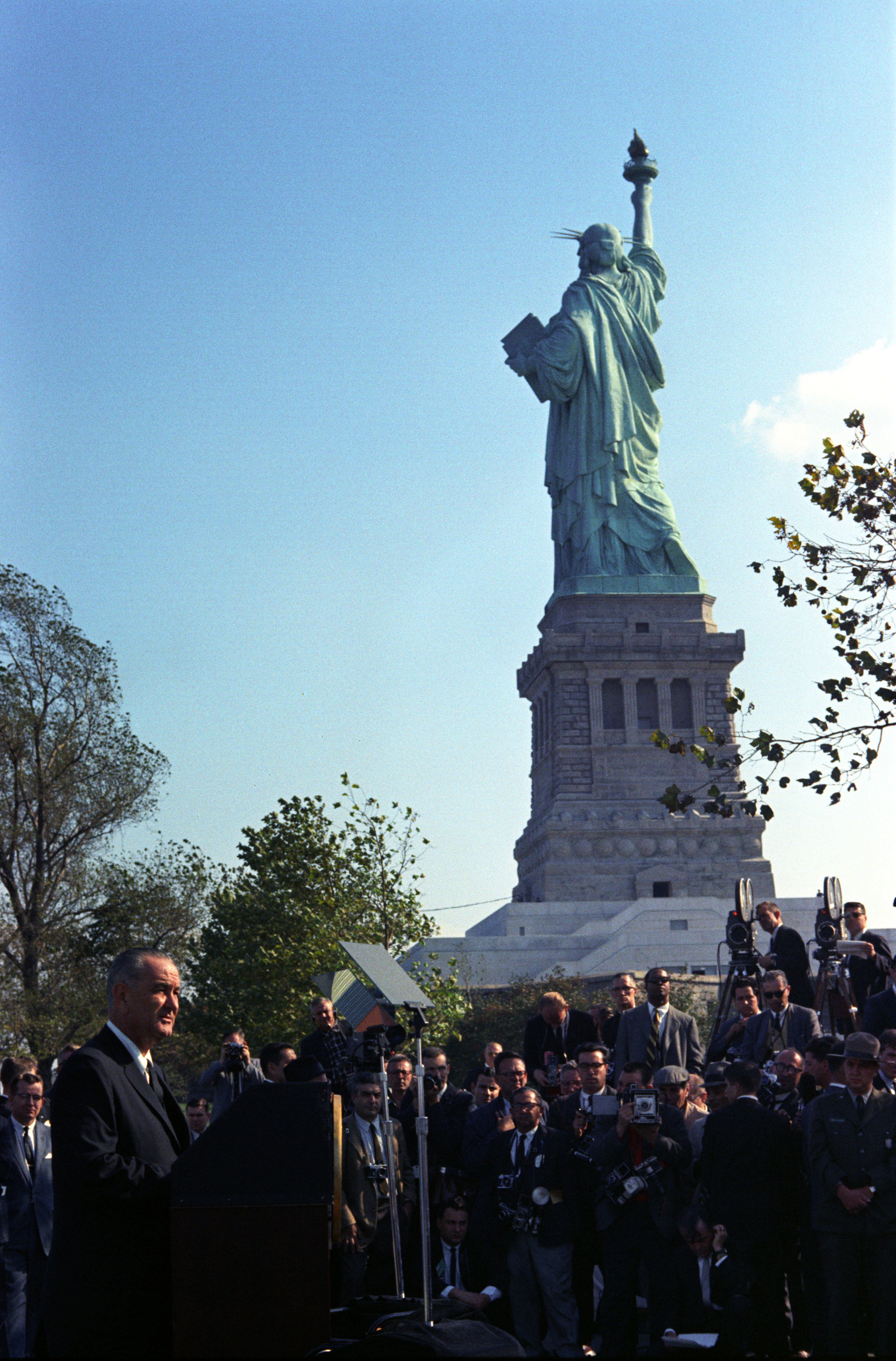
3 de octubre de 1965: Lyndon Johnson visita la Estatua de la Libertad para firmar la Ley de Inmigración de 1965.

La Cámara de Representantes votó a favor de la ley por 326 a 69 (82,5%), mientras que el Senado aprobó el proyecto de ley por una votación de 76 a 18. La oposición vino principalmente de los republicanos y demócratas conservadores. El 3 de octubre de 1965, el presidente Lyndon B. Johnson firmó la entrada en vigor de la ley, diciendo: «El sistema [antiguo] viola el principio básico de la democracia norteamericana, el principio según el cual la valoración y la recompensa de cada hombre deben establecerse sobre la base de sus méritos como hombre. Ha sido antiamericana en el sentido más alto, porque ha sido infiel a la fe que llevó a millares a estas costas, antes incluso de que fuéramos un país». La ley entró en vigor el 1 de julio de 1968. Junto con la Ley de Inmigración y Nacionalidad de 1952, representa todavía una de las partes fundamentales de la legislación estadounidense sobre inmigración hasta el día de hoy.

### Implicación de Ted Kennedy
La reforma de inmigración fue un asunto importante para la comunidad irlandesa, incluido el presidente John F. Kennedy. Durante la administración de Kennedy, la inmigración cayó bajo la jurisdicción de su segundo hermano, el fiscal general de los EE. UU. Robert Kennedy. Y cuando el tercer hermano, Ted Kennedy, fue elegido para el Senado de los EE. UU. en 1962, su primera tarea fue promover el proyecto de ley en el Senado como «jefe de planta» (Floor leader) para dicho proyecto. Durante el debate en el Senado, Kennedy, al hablar de los efectos de la ley, dijo: «En primer lugar, nuestras ciudades no se inundarán de millones de inmigrantes cada año. Con la ley que proponemos, el nivel actual de inmigración seguirá siendo esencialmente el mismo ... En segundo lugar, la composición étnica de este país no se verá alterada ... A diferencia de lo objetado por parte de algunos sectores, [la ley] no inundará América con inmigrantes de cualquier parte o país, o de los países más pobres y poblados de África y Asia ... En definitiva, no se espera que cambie en virtud de la medida propuesta el patrón étnico de la inmigración tan marcadamente como los críticos parecen pensar ... No hará que los trabajadores estadounidenses pierdan sus puestos de trabajo».

## Cambio migratorio
Al igualar las directivas de inmigración, la ley dio lugar a una nueva inmigración desde naciones extraeuropeas, que ha cambiado la composición étnica de los Estados Unidos. La inmigración se duplicó entre 1965 y 1970, y volvió a duplicarse entre 1970 y 1990. El efecto más dramático consistió en orientar la inmigración procedente de Europa a Asia y América Central y el Caribe.

## Efectos a largo plazo
Un artículo del Boston Globe atribuye la victoria de Barack Obama en las elecciones presidenciales de Estados Unidos de 2008 a una marcada reducción respecto a décadas anteriores del porcentaje de blancos en el electorado norteamericano, atribuyendo este cambio demográfico a la ley de 1965. El artículo citaba a Simon Rosenberg, presidente y fundador de la New Democrat Network, que señalaba que la Ley es «la parte más importante de una legislación de la que nadie ha oído hablar», y que «encamina a América hacia un rumbo demográfico muy diferente al mantenido en los últimos 300 años».